# Chilgeojiak
Chilgeojiak [cʰilgəʝiak] (wörtlich: Sieben Schlechtigkeiten zum Verstoßen, sinngemäß auch: Sieben Scheidungsbedingungen) ist ein Moralkodex zur Scheidung von Ehefrauen in Korea. Die aus dem konfuzianischen Kanon stammenden Gründe regelten während der neokonfuzianischen Joseon-Dynastie die Scheidung und führten in Kombination mit dem Verbot zur Wiederverheiratung zu sozialen Problemen.

## Hintergrund
Die Gesellschaft der Joseon-Dynastie war durch und durch von der Morallehre des Konfuzianismus beeinflusst. Besonders die Oberschicht Yangban hielt an dieser Moral fest, die jedem Menschen sowohl Gebote als auch Verbote vorschreibt. Chilgeojiak waren Verbote, die von der männlichen Yangban-Gesellschaft sanktioniert wurden und die jede Ehefrau zu beachten hatte. 

## Inhalt
Die Sieben Sünden zum Verstoßen waren:
1. Ungehorsam gegenüber den Schwiegereltern
2. Keine Söhne gebären
3. Eifersucht gegenüber den anderen Frauen des Ehemannes
4. Unmoralischer Lebenswandel
5. Unheilbare Krankheit
6. Geschwätzigkeit
7. Diebstahl

In drei bestimmten Fällen war das Verstoßen der Ehefrau untersagt, um die betroffene Frau vor einem zu harten Schicksal zu schützen:
1. falls die Ehefrau die dreijährige Trauerzeit, die im konfuzianischen Ritus auf das Begräbnis der Schwiegereltern folgt, beendet hat.
2. falls der Haushalt des Ehemannes, der vor der Heirat ärmlich gewesen war, nach der Heirat reich geworden ist.
3. falls nach dem Verstoß die Ehefrau keine Bleibemöglichkeit hat.

## Folgen
Bis ins 20. Jahrhundert hinein litten Frauen unter der Ungleichheit, die diese Gebote ihnen auferlegten. Rechtlich unterstanden sie zunächst dem Vater, dann dem Ehemann, nach dessen Tod den Söhnen. In der Praxis bedeutete dies für sie häufig, dass sie dem Diktat der Schwiegereltern ausgesetzt waren.

## Trivia
1974 erschien ein südkoreanischer Kinofilm mit dem Titel Chilgeojiak. Der internationale Titel des Dramas war Seven Reasons for Divorce.